# Helno
Helno (né Noël Rota le 25 décembre 1963 à Montreuil et mort le 22 janvier 1993 à Paris) est un chanteur français, membre du groupe de rock alternatif Les Négresses Vertes. Son nom de scène Helno est son prénom en verlan ; c'est aussi une allusion à l'expression en anglais « Hell, no » (« il n’en est pas question », « sûrement pas »).

## Biographie
D'origine italienne, Helno naît en banlieue parisienne, à Montreuil. Il est un petit-neveu du député résistant Charles Michels.
Après une adolescence punk où il traîne dans les rues de Paris, il commence au début des années 1980 par faire partie des Lucrate Milk (1981-1983), puis des Bérurier Noir, au sein desquels il est chargé de faire les chœurs sur certains titres et de faire le mariole sur scène durant leurs concerts dans des petites salles. Il participe à des romans photos chez Hara-Kiri.
En 1984, il joue le rôle d'un punk dans le film L'Affaire des divisions Morituri de F. J. Ossang.
En 1987, il fonde son groupe, Les Négresses vertes. Le groupe connaît un grand succès jusqu'à sa mort, jouant à l'Olympia et même à l'étranger, notamment en Angleterre, à Los Angeles, Beyrouth, ou encore Tokyo.

Il déclare : 

« J'ai plein de copains qui se sont suicidés. Je peux citer un paquet de gens qu'on a connus aux Halles et qui ne sont plus là. Pareil dans ma cité ; des amis d'enfance, j'en ai plus beaucoup. SIDA, suicides, overdoses… C'est ce que tu as quand tu soulèves le rideau d'une petite cité, tranquille. J'en arrive souvent à penser que si l'enfer existe, il est ici sur Terre. On est en plein dedans. Tout être humain qui a de la sensibilité a envie de se foutre en l'air. »

Il meurt dans la nuit du 21 au 22 janvier 1993, à 29 ans, d'une overdose d'héroïne,,, trois heures après avoir participé à l'enregistrement de l’émission Taratata, malgré l'arrivée des secours. Il est inhumé au cimetière parisien de Pantin.

## Discographie
- 1988 : Mlah
- 1991 : Famille nombreuse

## Hommages
Le chanteur et ami d'Helno, Manu Chao, lui a dédié une chanson, Helno est mort, sur son album-livre Sibérie m'était contéee, sorti en 2004.
Son frère jumeau Ritier lui consacre À ta santé mon frère, un album hommage en 2002.